# CineStar
CineStar je  kinooperater u Njemačkoj. S 414 kinodvorana i 96 083 sjedećih mjesta CineStar je vodeći kinoprikazivač u  Njemačkoj.[nedostaje izvor]
Djeluje u  Njemačkoj,  Švicarskoj,  Češkoj,  Hrvatskoj,  BiH i  Srbiji.

## Povijest tvrtke
Grupa je osnovana kao privatna tvrtka Olin & Albert Kieft nakon  Drugoga svjetskog rata, a temelji se pod imenom Kieft & Kieft Filmtheather. Glavna zgrada bila je kino Lichtspiele Hoffnung ( hrv.: igra svjetla i nade) u Lübecku, koja je bila otvorena od 1948. te je nakon požara 2004. zatvoren.
Uspon korporativne skupine započeo je nakon   ponovnog njemačkog ujedinjenja uz stjecanjem brojnih kina u bivšem DDR. Nakon prvih uspjeha modernog koncepta 1993. godine u Stadthaltea u Lübecku sagrađena kao prva Kieftova "CineStar" multipleks kino. Standthalle je trenutno glavno mjesto održavanja Nordijskih filmskih dana u Lübecku. Prvi CineStar Kinopalača je izgrađena 1995. godine u Wismaru. U 1998. godini je predvodio najveći  australski operator kinomatografije  Greater Union podružnica tvrtke Amalgamated Holdings Limited (AHL) koji dijele 50 % dionica Kieft & Kieft Filmthreater GmbH. 2000. godine ovoren je "CineStar Original" u  Sony Centru u Berlinu. 2001. godine specijalizirao se za prikaz filmova u američkom ili engleskom jeziku u IMAX 3D dvorani. U Leipzigu je u 2001. godini otvoren još jedno CineStar kino, koji se brzo ispostavila kao mjesto održavanja različitih festivala, kao što su  WGT ili  DOK Leipzig.
Nakon otvaranja 30 kina UFA Kinos 2003., tvrtka je bila vodeća na tržištu među njemačkim  kino operaterima s 3700 zaposlenih i 132.735 sjedećih 
mjesta. Također neki partneri su kina pod markom Village Cinema ili individualnom tradicijom drugih naslova koje pripadaju CineStar-Groupi koji Kieft & Kieft Filmtheater GmbH i Onex Kino GmbH pronašli način da u tome sudjeluju s 50% dionica.
Međutim, ispostavilo se da 100%-tno stjecanje od UFA-e (kino grupe) pogreška, međutim, potvrđeno da je više od neuspjelog rješenja, ozbiljnost financijske krize UFA-e skočio na CineStar-Group. Kao rezultat toga, bivši partner u 2004.-oj Amalgamated Holdings Limited (AHL), koji je od 1998. godine s 50 % u Kieft & Kieft Filmtheater GmbH udjela kupila udio dionice braće Kieft. Tako drži AHL 100 % s dionicama od Kieft & Kieft Filmtheater GmbH, a 50 % na New filmpalast GmbH & Co. KG, zadnji je odgovoran UFA.  Marlis i Heiner Kieft su u početku ostali kao direktori uz  Davida Seargeanta (AHL) u menadžmentu.
Usljedila je promjena naziva tvrtke Kieft & Kieft Filmtheather GmbH u Greater Union Filmpalast GmbH, dakle, koja je tako postala dio kina australske filmske jedinice Entertainment Group AHL. Tako je postao dio kina australske kompanije uz Greater Union i Birch Carroll & Coile nalazi se i CineStar. I to u Australiji, Europi i Bliskom Istoku. 
Za radnike u CineStar kina u Njemačkoj, 1. kolovoza, 2013. na snagu je stupio zakon o jedinstvenom kolektivnom ugovoru. Kako bi se uspješno izvukli pregovori, više puta je zaustavljen rad u nekoliko kina u prosincu 2011. Radnici su o tome uspjeli preko sindikata  ver.di unija.
U prosincu 2015. godine dogodila promjena imena vlasnika AHL-a u Event Hospitality & Entertainment Limited.
2017. David Seargeant je otišao u umirovinu kao izvršni direktor Event Hospitality & Entertainment Limited, njegov nasljednik je Jane Hastings.

## CineStar kina u Njemačkoj
| Grad                        | Kino                                    | Dvorane         | Kapacitet              | Prostor za invalidska kolica |
| --------------------------- | --------------------------------------- | --------------- | ---------------------- | ---------------------------- |
| Bamberg                     | CineStar - Der Filmpalast               | 8               | 1.539                  | 8                            |
| Berlin Alexanderplatz/Mitte | CineStar - CUBIX Filmpalast             | 9               | 2.451                  | 14                           |
| Berlin Hellersdorf          | CineStar - Der Filmpalast               | 7               | 1.462                  | 8                            |
| Berlin Prenzlauer Berg      | Kino in der KulturBrauerei              | 8               | 1.583                  | 8                            |
| Berlin Potsdamer Platz      | CineStar Original                       | 8               | 2.241                  | 8                            |
| Berlin Potsdamer Platz      | CineStar IMAX                           | 1               | 330                    | 4                            |
| Berlin Tegel                | CineStar - Der Filmpalast               | 9               | 2.329                  | 11                           |
| Berlin Treptow              | CineStar - Der Filmpalast               | 9               | 2.409                  | 18                           |
| Bielefeld                   | CineStar - Der Filmpalast               | 10              | 2.315                  | 16                           |
| Bonn                        | Stern Lichtspiele                       | 3               | 520                    | -                            |
| Bremen                      | CineStar Kristall-Palast                | 11              | 3.345                  | -                            |
| Chemnitz                    | CineStar - Der Filmpalast am Roten Turm | 11              | 2.338                  | 22                           |
| Crimmitschau                | CineStar - Der Filmpalast               | 3               | 474                    | -                            |
| Dortmund                    | CineStar - Der Filmpalast               | 14              | 3.703                  | 16                           |
| Düsseldorf                  | CineStar - Der Filmpalast               | 9               | 2.534                  | -                            |
| Emden                       | CineStar - Der Filmpalast               | 6               | 923                    | 7                            |
| Erfurt                      | CineStar - Der Filmpalast               | 8               | 2.158                  | 8                            |
| Erlangen                    | CineStar - Der Filmpalast               | 10              | 1.976                  | 10                           |
| Frankfurt (Oder)            | CineStar - Der Filmpalast               | 6               | 1.392                  | 11                           |
| Frankfurt am Main           | CineStar - Der Filmpalast               | 8               | 1.918                  | 24                           |
| Frankfurt am Main           | CineStar Metropolis                     | 12              | 3.498                  | 19                           |
| Fulda                       | CineStar - Der Filmpalast               | 8               | 1.709                  | 18                           |
| Garbsen                     | CineStar - Der Filmpalast               | 9               | 2.284                  | 10                           |
| Greifswald                  | CineStar - Der Filmpalast               | 6               | 944                    | 8                            |
| Gütersloh                   | CineStar - Der Filmpalast               | 8               | 1.315                  | 8                            |
| Hagen                       | CineStar - Der Filmpalast               | 8               | 2.107                  | 18                           |
| Ingolstadt                  | CineStar - Der Filmpalast               | 10              | 1.783                  | 11                           |
| Jena                        | CineStar - Der Filmpalast               | 8               | 1.493                  | 9                            |
| Karlsruhe                   | Partnerkino Filmpalast am ZKM           | 10              | 2.942                  | 24                           |
| Kassel                      | CineStar - Der Filmpalast               | 13              | 3.395                  | 10                           |
| Konstanz                    | Partnerkino CineStar - Der Filmpalast   | 9               | 1.438                  | 10                           |
| Leipzig                     | CineStar - Der Filmpalast               | 8               | 2.457                  | 20                           |
| Lübeck                      | CineStar - Filmpalast Stadthalle        | 7               | 1.428                  | -                            |
| Lübeck                      | Filmhaus                                | 3               | 375                    | -                            |
| Ludwigshafen                | CineStar - Der Filmpalast               | 11              | 2.027                  | 20                           |
| Magdebur                    | CineStar - Der Filmpalast               | 9               | 2.221                  | 22                           |
| Mainz                       | CineStar - Der Filmpalast               | 10              | 2.720                  | 25                           |
| Mainz                       | Residenz & Prinzess                     | 2               | 816                    | -                            |
| Neubrandenburg              | CineStar - Der Filmpalast               | 8               | 1.734                  | -                            |
| Neumünster                  | CineStar Neumünster                     | 7               | 1.342                  |                              |
| Oberhausen                  | CineStar - Der Filmpalast               | 9               | 2.530                  | -                            |
| Osnabrück                   | CineStar - Der Filmpalast               | 7               | 2.076                  | 7                            |
| Rostock                     | CineStar - Der Filmpalast               | 7               | 1.864                  | -                            |
| Rostock                     | CineStar Capitol Filmpalast             | 4               | 1.089                  | 21                           |
| Saarbrücken                 | CineStar - Der Filmpalast               | 11              | 2.516                  | 12                           |
| Siegen                      | CineStar - Der Filmpalast               | 9               | 1.836                  | 6                            |
| Stade                       | CineStar - Der Filmpalast               | 5               | 956                    | 4                            |
| Stralsund                   | CineStar - Der Filmpalast               | 6               | 1.179                  | 6                            |
| Villingen-Schwenningen      | CineStar - Der Filmpalast               | 7               | 1.659                  | 7                            |
| Waren/Müritz                | CineStar - Der Filmpalast               | 3               | 466                    | 2                            |
| Weimar                      | CineStar - Der Filmpalast               | 6               | 984                    | 6                            |
| Wildau                      | CineStar - Der Filmpalast               | 10              | 2.182                  | 9                            |
| Wismar                      | CineStar - Der Filmpalast               | 4               | 652                    | -                            |
| Wolfenbüttel                | CineStar - Der Filmpalast               | 6               | 1.104                  | 4                            |
| Total:                      | 54 Grada                                | 414 Kinodvorana | 96.038 Sjedećih mjesta | 521 Prostora za invalide     |

## CineStar u Hrvatskoj

### Povijest tvrtke
Blitz-CineStar nastao je 2003. godine zajedničkim ulaganjem tvrtki Blitz film i video distribucija, distributer filmova u  Hrvatskoj i državama bivše Jugoslavije, i Kieft & Kieft GmbH, njemačkog kinoprikazivača. Tvrtka Kieft & Kieft GmbH ima više od 60 godina iskustva u kinoprikazivanju i zaslužna je za stvaranje jedne od najvećih kinomreža koja danas obuhvaća više od 100 multipleksa s preko 900 dvorana u nekoliko europskih zemalja. Kief & Kief Filmtheater GmbH, tvrtka koja je otvorila svoj prvi multipleks 1993., stvorila je CineStar brand koji je od tada jedan od sinonima za vrhunsku kombinaciju jedinstvene arhitekture, najboljeg komfora, sofisticiranog interijera te inovativnih audio-vizualnih tehnologija. Kieft & Kieft GmbHu zajednički projekt donio je spoj tradicije i inovacije, poznati know-how i snagu najjačeg kinooperatera. CineStar kinomreža trenutno broji 95 kinodvorana.
Danas je CineStar lanac u  Hrvatskoj rasprostranjen u 10 gradova (četiri u Zagrebu, Rijeka, Zadar, Šibenik, dva u Splitu, Osijek, Varaždin, Dubrovnik, Slavonski Brod i Vukovar), odnosno na 14 lokacija.

### Blitz-CineStar – kinoprikazivač u regiji
Blitz-CineStar započinje svoje širenje izvan granica Hrvatske 2012. godine, otvaranjem CineStar multipleks kina u Bosni i Hercegovini, i to u gradu Mostaru. Slijedi otvaranje CineStara i u Bihaću 2014. godine te Tuzli 2016. godine.
Kaptol Boutique Cinema 2017. godine konkretan je odgovor na potrebe pravih filmofila koji od kina traže više nego što nude klasični multipleksi.
Danas, CineStar grupa u regiji (Hrvatska, Bosna i Hercegovina, Srbija) ubraja 20 CineStar multipleks kina, 129 kino dvorana, preko 20.000 sjedala i četiri milijuna posjetitelja godišnje. 

### Kinousluge
Među najbolje svjetske kino operatere svrstava ga opremljenost dvorana najsuvremenijim tehnologijama u skladu s posljednjim svjetskim trendovima i standardima. CineStar je ekskluzivno publici ponudio najsuperiornije kinoformate IMAX i 4DX te je u svoja kina uveo  digitalnu 3D tehnologiju, eXtreme dvorane, Auro 11.1 3D zvuk,  4K tehnologiju. Multipleksi CineStar potpuno su digitalizirana kina.
Kaptol Boutique Cinema je prvo kino u regiji u potpunosti opremljeno laserskim projektorima tvrtke Barco - jedny od vodećih tvrtki u tom segmentu.

### Nagrade i ostala priznanja
Blitz-CineStar d.o.o. i CineStar 2003. godine otvaraju prvi hrvatski multipleks CineStar Zagreb u Branimir centru – kino koje se proteže na 9.540 četvornih metara s 13 kino dvorana ukupnog kapaciteta 2.970 sjedala. Prvi CineStar u Zagrebu je 2005. godine dobio veliko priznanje uglednog američkog magazina Film Journal International koji ga je uvrstio među 15 najuspješnijih kina u Europi. 
Blitz-CineStar kreira i kontinuirano razvija CineStar brand: 2008., 2010., 2011. i 2013. CineStar dobiva titulu Superbrands, a za godinu 2012./2013. dodijeljen mu je i Best Buy Award za 2012./2013. na temelju mišljenja hrvatskih potrošača. 

### CineStar kina u Hrvatskoj
U Hrvatskoj danas djeluje 16 CineStar kinocentra, od toga čak pet u Zagrebu, dva u Splitu te po jedan u Rijeci, Zadru, Šibeniku, Osijeku, Varaždinu, Dubrovniku, Slavonskom Brodu, Vukovaru i Puli. Unutar navedenih 16 CineStar centara djeluju 104 kino dvorane s preko 16 tisuća sjedala.
| Grad           | Kino                                            | Adresa                 | Dvorane | Kapacitet | Datum otvorenja     |
| -------------- | ----------------------------------------------- | ---------------------- | ------- | --------- | ------------------- |
| Zagreb         | CineStar Zagreb - Branimir centar               | Branimirova 29         | 13      | 2873      | 18. prosinca 2003.  |
| Zagreb         | CineStar Novi Zagreb - Avenue Mall              | Avenija Dubrovnik 16   | 9       | 1934      | 20. listopada 2007. |
| Zagreb         | CineStar Arena IMAX - Arena Centar              | Vice Vukova 6          | 10      | 1664      | 14. travnja 2011.   |
| Zagreb         | CineStar Kaptol Botique - Kaptol centar         | Nova Ves 17            | 5       | 630       | 22. veljače 2017.   |
| Zagreb         | CineStar Zagreb Zapad - Z Centar                | Ljubljanska avenija 2b | 6       | 936       | 12. svibnja 2022.   |
| Rijeka         | CineStar Rijeka 4DX - Tower Centar              | Janka Polića Kamova 81 | 8       | 1777      | 22. prosinca 2007.  |
| Zadar          | CineStar Zadar - City Galleria                  | Murvićka 1             | 6       | 980       | 4. studenog 2008.   |
| Šibenik        | CineStar Šibenik - Dalmare Centar               | Velimira Škorpika 23   | 5       | 597       | 23. siječnja 2010.  |
| Split          | CineStar Split - Joker Split                    | Put brodarice 6        | 5       | 741       | 19. veljače 2011.   |
| Split          | CineStar 4DX Mall of Split - Mall of Split      | Ulica Josipa Jovića 93 | 9       | 1385      | 2. prosinca 2017.   |
| Osijek         | CineStar Osijek - Portanova centar              | Svilajska 31a          | 9       | 1178      | 24. ožujka 2011.    |
| Varaždin       | CineStar Varaždin - Lumini Centar               | Ulica grada Lipika 15  | 6       | 784       | 24. prosinca 2011.  |
| Dubrovnik      | CineStar Dubrovnik - Dvori Lapad                | Masarykov put 3c       | 3       | 537       | 31. svibnja 2012.   |
| Slavonski Brod | CineStar Slavonski Brod - City Colloseum Centar | Josipa Rimca 7         | 4       | 512       | 11. travnja 2013.   |
| Vukovar        | CineStar Vukovar - Golubica Mall                | Jurja Strossmayera 16  | 3       | 415       | 22. prosinca 2013.  |
| Pula           | CineStar Pula - Max City                        | Ulica Stoja 14A        | 3       | 459       | 8. studenog 2018.   |
| Ukupno         | 16                                              | 16                     | 104     | 16.917    | 21 godina           |

## CineStar u svijetu

### Bosna i Hercegovina
Danas djeluju sedam CineStar centara sa 38 kinodvorana u sedam gradova: Mostar, Bihać i Tuzla, Banja Luka, Zenica, Sarajevo i Prijedor.
| Grad       | Kino                                               | Adresa                          | Dvorane | Kapacitet | Datum otvorenja     |
| ---------- | -------------------------------------------------- | ------------------------------- | ------- | --------- | ------------------- |
| Mostar     | CineStar Mostar - Mepas Mall                       | Kardinala Stepinca bb           | 5       | 700       | 25. srpnja 2012.    |
| Bihać      | CineStar Bihać - Bingo centar                      | Žrtava Srebreničkog genocida bb | 6       | 834       | 10. srpnja 2014.    |
| Tuzla      | CineStar Tuzla - Bingo City Center Tuzla           | Mitra Trifunovića Uče 2         | 5       | 789       | 16. prosinca 2016.  |
| Banja Luka | CineStar Banja Luka 4DX - Delta Planet Banja Luka  | Bulevar srpske vojske 8         | 6       | 729       | 17. travnja 2019.   |
| Zenica     | CineStar Zenica - Family Center Ekran              | Trg Alije Izetbegovića 86       | 3       | 276       | 17. prosinca 2019.  |
| Sarajevo   | CineStar Sarajevo 4DX - Bingo City Center Sarajevo | Džemala Bijedića 160            | 10      | 1407      | 30. listopada 2020. |
| Prijedor   | CineStar Prijedor - Patrija centar                 | Trg majora Zorana Karlice 3     | 3       | 222       | 1. listopada 2021.  |
| Ukupno     | 7                                                  | 7                               | 38      | 4.957     | 12 godina           |

### Srbija[18]
1. CineStar Zrenjanin, Bagljaš, Zapad 5, Aviv Park, Zrenjanin (4 kinodvorane, 495 sjedala) - otvoreno 9. veljače 2016.
2. CineStar Pančevo, Miloša Obrenovića 12, Aviv Park, Pančevo (4 kinodvorane, 488 sjedala) - otvoreno 16. prosinca
3. Cinestar Novi Sad, Sentandrejski put br. 1, BIG CEE, Novi Sad (10 kinodvorana, 1.367 sjedala; s prvom 4DX dvoranom u zemlji) - otvoreno 15. srpnja 2016.

### Češka
Prvi CineStar multipleksi su otvoreni 2001. godine. CineStar Multipleksi se nalaze na 13 mjesta u  Češkoj: Hradec Králove, Olomuc, Ostrava, Jihlava, České Budějovice Igy i České Budějovice Čtyři Dvory, Plzeň, Liberec, Mladá Boleslav, Pardubice, Praha Anděl i Praha Černý most, Opava. Zahvaljujući suradnji sa slovačkim multipleksom Cinemax CineStar Češka ukupno ima 22 kina.
Multipleks kina su opremljena s modernom zvukovnom opremom kao što su Dolby Digital sound system i Dolby Surround EX. Više ponuda kino projekcija ima kino Praha Andel gdje su dva luksuzna dvorane Gold Class.  Gold Class je veoma popularan s dobrom atmosferom i vrhunskom uslugom. Opremljena su sa state-of-art digitalnim projektorima i, udobnom foteljom sa stolovima i klimom.

## Vanjske poveznice
- Službena stranica
- CineStar TV Channels
- CineStar Njemačka
- AHL Entertainment Division  Arhivirana inačica izvorne stranice od 20. kolovoza 2013. (Wayback Machine)
- EVT